# فرودگاه کالباری
فرودگاه کالباری (به انگلیسی: Kalbarri Airport) یک فرودگاه همگانی با کد یاتا KAX است که یک باند فرود آسفالت دارد و طول باند آن ۱۵۹۹ متر است. این فرودگاه در کشور استرالیا قرار دارد و در ارتفاع ۱۵۷ متری از سطح دریا واقع شده است.